# Bệnh tay, chân, miệng
Bệnh tay, chân và miệng (tiếng Anh: Hand, foot and, mouth disease; viết tắt tiếng Anh: HFMD, tiếng Việt: Bệnh TCM) còn gọi là bệnh tay chân miệng, là một hội chứng bệnh ở người do virus đường ruột của họ Picornaviridae gây ra. Giống vi rút gây bệnh TCM phổ biến nhất là Coxsackie A và virus Enterovirus 71 (EV-71). Đây là một bệnh thường gặp ở trẻ sơ sinh và trẻ em. Bệnh thường được đặc trưng bởi sốt, đau họng và nổi ban có bọng nước. Triệu chứng đầu tiên thường là sốt nhẹ, biếng ăn, mệt mỏi và đau họng. Một đến hai ngày sau khi xuất hiện sốt trẻ bắt đầu đau miệng. Khám họng trẻ có thể phát hiện các chấm đỏ nhỏ sau đó biến thành các bọng nước và thường tiến triển đến loét. Các tổn thương này có thể thấy ở lưỡi, nướu và bên trong má. Ban da xuất hiện trong vòng 1 đến 2 ngày với các tổn thương phẳng trên da hoặc có thể gồ lên, máu đỏ và một số hình thành bọng nước. Ban này không ngứa và thường khu trú ở lòng bàn tay hoặc lòng bàn chân. Như vậy ban điển hình thường xuất hiện ở các vị trí tay, chân và miệng nên bệnh có tên Bệnh Tay – Chân - Miệng. Tuy nhiên ban có thể xuất hiện ở mông. Một số trường hợp, ban chỉ xuất hiện ở miệng mà không thấy ở các vị trí khác.

## Các dấu hiệu và triệu chứng

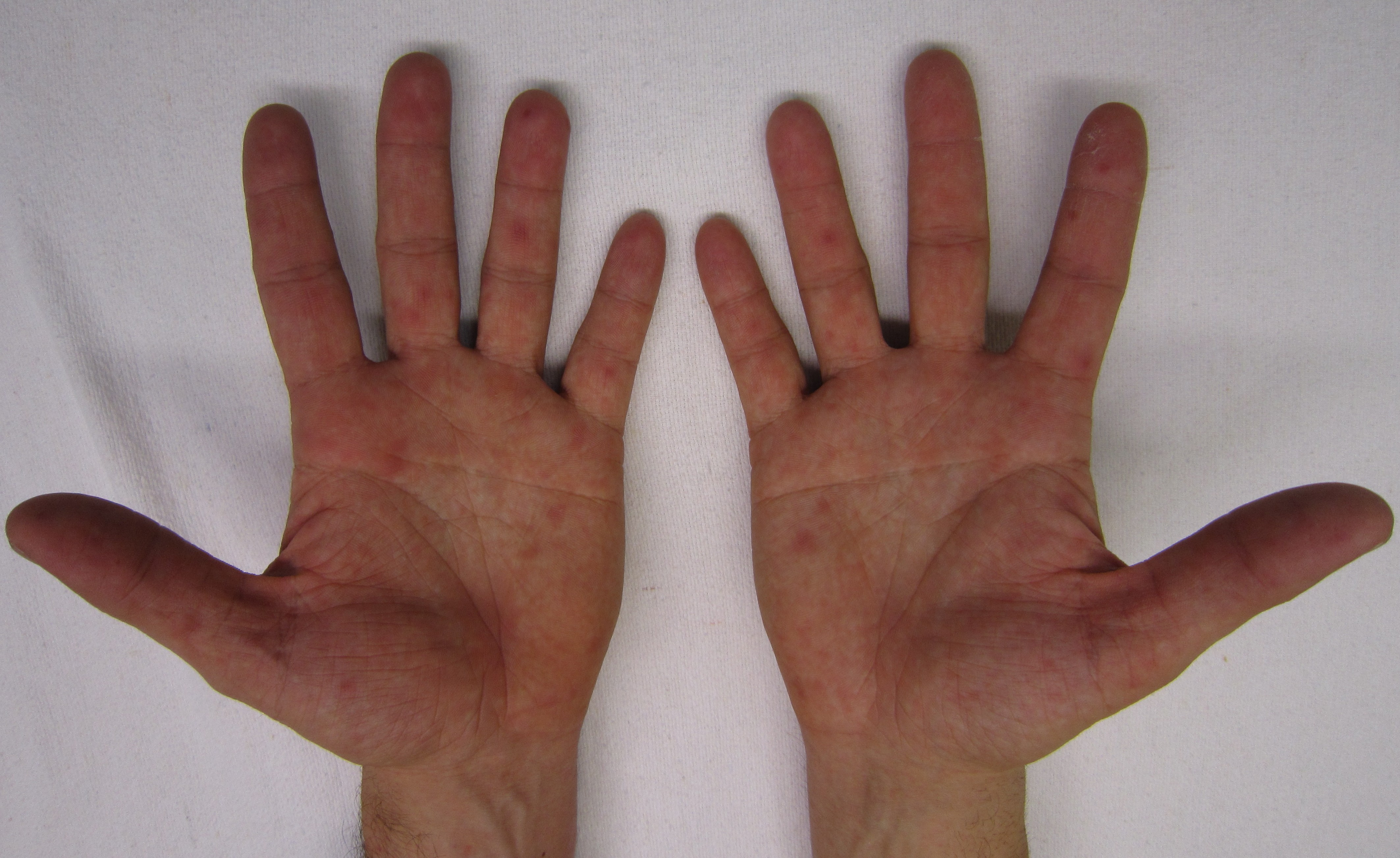
Phát ban trên tay.

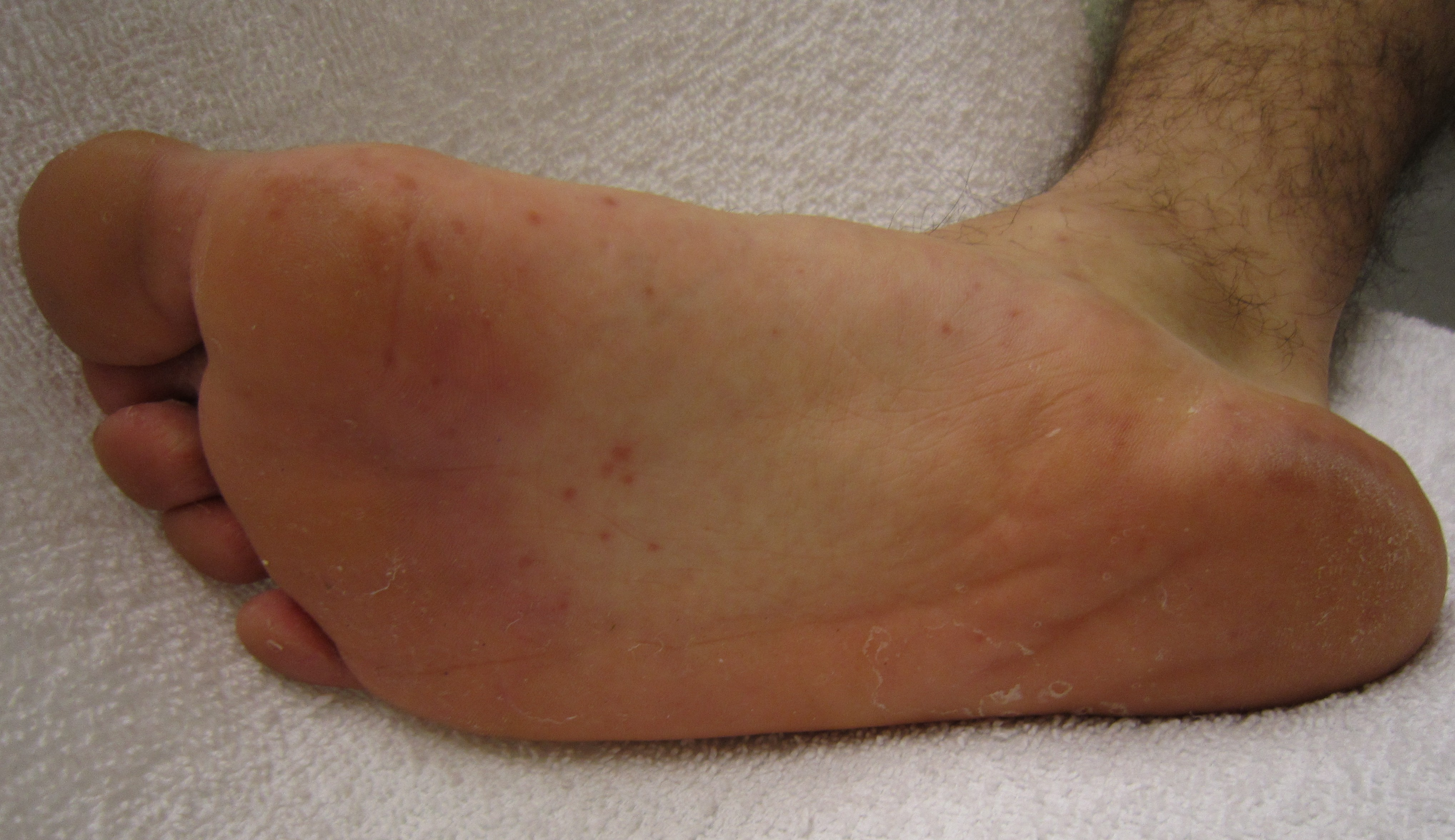
Phát ban trên bàn chân

Các triệu chứng của bệnh TCM bao gồm:
- Sốt
- Nhức đầu
- Ói mửa
- Mệt mỏi
- Khó chịu
- Đau lan lỗ tai
- Đau họng
- Thương tổn đau rát ở răng và miệng
- Phát ban không ngứa toàn thân, kèm theo đó là nhiều nốt mụn trên lòng bàn tay và lòng bàn chân
- Loét miệng
- Mụn lở và giộp da trên xuất hiện trên mông của trẻ sơ sinh và trẻ nhỏ
- Trẻ sơ sinh và trẻ mới biết đi trở nên khó chịu
- Biếng ăn
- Tiêu chảy

Thời kỳ ủ bệnh thường thấy (thời gian từ khi nhiễm bệnh và bắt đầu có triệu chứng) là 3-7 ngày.
Triệu chứng ban đầu có thể là sốt thường kèm theo một cơn đau họng. Chán ăn và khó chịu nói chung cũng có thể xảy ra. Từ một đến hai ngày sau khi bị sốt, các nốt mụn lở đau rát (tổn thương) có thể xuất hiện trong miệng và/hoặc cổ họng. Chứng phát ban có thể nhìn thấy rõ ràng trên bàn tay, bàn chân, miệng, lưỡi, bên trong má, và đôi khi cũng gặp ở mông (nhưng nói chung, phát ban trên mông do bệnh tiêu chảygây ra.)

### Các biến chứng
- Các biến chứng do nhiễm vi rút gây bệnh TCM thường rất hiếm thấy, nhưng nếu chúng xảy ra, nên nhờ đến chăm sóc sức khỏe y tế.
- Viêm màng não do virus hoặc vô khuẩn hiếm khi có thể xảy ra với bệnh TCM. Viêm màng não do virus gây sốt, đau đầu, cứng cổ, hoặc đau lưng. Bệnh thường nhẹ và tự khỏi mà không cần điều trị gì, tuy nhiên, một số bệnh nhân có thể cần phải nhập viện trong một thời gian ngắn.
- Các bệnh nghiêm trọng hơn, chẳng hạn như viêm não (sưng não) hoặc tê liệt như một bệnh bại liệt thậm chí còn hiếm gặp hơn. Viêm não có thể gây tử vong.
- Đã có báo cáo về hiện tượng mất móng tay và mất móng chân hầu hết xảy ra ở trẻ bị bệnh tay chân miệng (TCM) trong vòng 4 tuần. Ở thời điểm này thì người ta không biết liệu tình trạng mất móng như đã báo cáo có phải là do bệnh gây nên hay không. Tuy nhiên, trong các báo cáo đã xem xét, hiện tượng mất móng ấy cũng chỉ xảy ra tạm thời thôi và móng phát triển phục hồi lại mà không cần điều trị gì.[3]

### Nguyên nhân gây bệnh
Bệnh Tay – Chân - Miệng do một nhóm virus thuộc nhóm Enterovirus gây nên. Tác nhân thường gặp nhất là Coxsackievirus A16, đôi khi do Enterovirus 71 và các virus ruột khác. Theo các chuyên gia, A16 ít gây biến chứng thần kinh và có thể tự hết trong vài ngày, còn EV 71 là loại nguy hiểm dễ gây các biến chứng thần kinh và tim mạch khiến trẻ tử vong. Nhóm virus ruột bao gồm các phân nhóm virus Poliovirus, coxsackievirus, Echovirus và một số enterovirus khác không xếp vào phân nhóm nào.

## Điều trị
Không có thuốc chuyên trị đặc biệt bệnh cho tay, chân và miệng. Cá nhân có triệu chứng như sốt và đau từ vết loét, có thể cảm thấy dễ chịu hơn bằng việc sử dụng thuốc. Bệnh TCM là một bệnh do virus phải phát triển một cách tự nhiên, nhiều bác sĩ không cho sử dụng thuốc về bệnh này, trừ khi bị nhiễm trùng nặng. Nhiễm trùng ở trẻ lớn tuổi hơn, thanh thiếu niên, và người lớn thường rất nhẹ và kéo dài khoảng 1 tuần hoặc đôi khi lâu hơn. Thuốc hạ sốt sẽ có tác dụng hạ sốt cao. Tắm nước ấm cũng sẽ giúp làm hạ nhiệt độ xuống.
Chỉ có một số ít người bệnh được yêu cầu phải nhập viện, chủ yếu là do kết quả của biến chứng thần kinh (viêm não, viêm màng não, hoặc liệt nhao cấp tính) hoặc phù phổi / xuất huyết phổi.

## Dịch tễ học
Đây là một bệnh dễ lây lan. Đường lây truyền thường từ người sang người do tiếp xúc với các dịch tiết mũi họng, nước bọt, chất dịch từ các bọng nước hoặc phân của người bệnh. Giai đoạn lây lan mạnh nhất là tuần đầu tiên bị bệnh. Bệnh Tay – Chân - Miệng không phải là bệnh lây từ động vật sang người.
Thời kỳ ủ bệnh thường từ 3 đến 7 ngày. Sốt thường là triệu chứng đầu tiên của bệnh. Đầu tiên virus thường cư trú ở niêm mạc má hay niêm mạc hồi tràng và sau 24 giờ, virus lam đến các hạch bạch huyết vùng. Nhiễm virus huyết thường xảy ra nhanh chóng sau đó và virus di chuyển đến niêm mạc miệng và da. Vào ngày thứ 7 sau khi nhiễm bệnh, kháng thể trung hòa tăng cao và virus bị thải loại.
Bệnh Tay – Chân - Miệng xảy ra chủ yếu ở trẻ em dưới 10 tuổi tuy nhiên cũng có thể gặp ở cả người trưởng thành. Mọi người đều có thể nhiễm virus nhưng không phải tất cả những người nhiễm virus đều biểu hiện bệnh. Trẻ nhũ nhi, trẻ em và thiếu niên là những đối tượng dễ bị nhiễm bệnh và biểu hiện bệnh nhất vì chúng chưa có kháng thể chống lại bệnh này. Nhiễm bệnh có thể tạo nên kháng thể đặc hiệu chống virus gây bệnh tuy nhiên bệnh vẫn có thể tái diễn do một chủng virus khác gây nên.
Bởi vì mức độ lưu hành của các virus ruột, bao gồm cả các tác nhân gây Bệnh Tay – Chân - Miệng, nên phụ nữ có thai thường hay nhiễm bệnh. Nhiễm virus ruột trong thai kỳ thường gây nên bệnh nhẹ nhàng hoặc không triệu chứng. Không có dữ kiện nào chứng tỏ nhiễm virus trong quá trình mang thai gây nên các hậu quả xấu lên thai như sẩy thai, thai chết lưu hay dị tật bẩm sinh. Tuy nhiên nếu thai phụ nhiễm bệnh trong một thời gian ngắn trước khi sinh thì có thể truyền virus cho trẻ sơ sinh. Đa số những trẻ này chỉ biểu hiện bệnh nhẹ nhàng nhưng một số có thể biểu hiện bệnh cực kỳ trầm trọng đưa đến rối loạn chức năng đa cơ quan và tử vong. Nếu bệnh xuất hiện trong hai tuần đầu sau sinh thì nguy cơ xảy ra bệnh nặng cao hơn.

## Chẩn đoán
Chẩn đoán bệnh thường dựa trên biểu hiện lâm sàng với vị trí đặc trưng của ban (tay, chân, miệng và mông). Phân lập virus từ các bệnh phẩm phết họng hay dịch của các bọng nước thường sau 2 đến 4 tuần mới có kết quả nên nó không hữu ích cho chẩn đoán trên từng bệnh nhân cụ thể mà chỉ có ý nghĩa chẩn đoán hồi cứu và ý nghĩa dịch tễ học. Các thầy thuốc lâm sàng thường không yêu cầu xét nghiệm này. Và không phải tất cả các phòng xét nghiệm vi sinh vật đều có thể thực hiện kỹ thuật nuôi cấy virus gây bệnh được.
Chẩn đoán phân biệt với nhiễm herpes miệng. Dữ kiện lâm sàng, tuổi và yếu tố dịch tễ thường giúp ích.

## Tiên lượng
Bệnh Tay – Chân - Miệng do coxsackievirus A16 thường là một bệnh nhẹ và tự lành sau 7 đến 10 ngày mà không cần điều trị. Biến chứng thường ít gặp.
Trong một số trường hợp hiếm gặp, bệnh nhân có thể biểu hiện viêm màng não virus (hay viêm màng não vô khuẩn) với các biểu hiện như sốt, nhức đầu, cứng cổ, đau lưng và cần phải nhập viện.
Bệnh Tay – Chân - Miệng gây nên do enterovirrus 71 cũng có thể gây nên viêm màng não virus và hiếm hơn là các bệnh trầm trọng như viêm não hay liệt kiểu bại liệt (poliomyelitis-like paralysis). Viêm não do enterovirus 71 có thể gây tử vong. Trong các vụ dịch xảy ra ở Malaysia năm 1997 và ở Đài Loan năm 1998 một số trường hợp viêm não do loại virus này đã tử vong.
Các biến chứng khác có thể xảy ra là viêm cơ tim cấp, viêm phổi.

## Phòng bệnh
Hiện nay chưa có phương pháp phòng bệnh đặc hiệu cho Bệnh Tay – Chân - Miệng cũng như các bệnh khác do enterovirrus không phải bại liệt khác tuy nhiên biện pháp vệ sinh chặt chẽ có thể hạ thấp nguy cơ nhiễm bệnh. Các biện pháp có tác dụng là thường xuyên rửa tay đặc biệt là sau mỗi lần thay tã.
Những nơi bị nhiễm bệnh có thể được làm sạch trước tiên bằng nước xà phòng sau đó khử trùng bằng dung dịch chứa chlor. Tránh các tiếp xúc thân mật với người bệnh như hôn, vuốt ve, dùng chung dụng cụ...

## Bệnh Tay – Chân - Miệng trong nhà trẻ
Các vụ bùng phát dịch trong nhà trẻ thường xảy ra vào mùa hè và mùa thu và thường đồng thời với hiện tượng tăng các trường hợp nhiễm bệnh trong cộng đồng. Không có biện pháp cụ thể nào đảm bảo chắc chắn giảm thiểu các trường hợp mới mắc nếu dịch bùng phát trong nhà trẻ, trường học, tuy nhiên những biện pháp sau đây thường được khuyến cáo:
- Rửa tay sạch sẽ, nhất là sau khi đi vệ sinh, thay tã hoặc don dẹp các vật dụng có phân trẻ.
- Che miệng khi ho và hắt hơi. Rất khó thực hiện ở trẻ em.
- Vệ sinh đồ chơi.
- Cho nghỉ tại nhà những trẻ biểu hiện sốt và/hoặc có biểu hiện loét miệng hoặc trẻ nhễu nước bọt nhiều.

## Các đợt dịch

### 1997
- Năm 1997, 31 trẻ em đã chết trong một ổ dịch ở bang Sarawak ở Malaysia.[4]

### 1998
- Năm 1998, có một ổ dịch ở Đài Loan, gây bệnh chủ yếu cho trẻ em.[5] Có 405 ca biến chứng nặng, và 78 đứa trẻ đã chết.[6] Tổng số ca tử vong trong dịch bệnh này được ước tính lên đến 1,5 triệu.[6]

### 2006
- Trong năm 2006, 7 người chết trong một ổ dịch tại Kuching, Sarawak (theo theo tin tờ New Straits Times, đăng ngày 14 tháng 3).[4]
- Trong năm 2006, sau trận bùng phát dịch Chikungunya ở miền Nam và một số phần phía tây của Ấn Độ, thì người ta đã đăng tin có nhiều ca mắc bệnh TCM.[7]

### 2007
- Ổ dịch lớn nhất của bệnh TCM tại Ấn Độ đã diễn ra trong năm 2007 ở phần phía Đông của đất nước ở Tây Bengal. Tác giả tìm thấy 38 trường hợp mắc bệnh TCM trong và vùng lân cận Kolkata.[8]

### 2008
- Một đợt bùng phát dịch ở Trung Quốc, bắt đầu từ tháng ba tại Phụ Dương, An Huy, dẫn đến 25.000 người mắc bệnh, và 42 người chết, vào ngày 13 tháng 5.[9][10][11][12][13][14][15] Nhiều đợt dịch tương tự cũng được đưa tin ở Singapore (hơn 2.600 ca vào ngày 20 tháng 4 năm 2008),[1] Việt Nam (2.300 trường hợp, 11 ca tử vong),[16] Mông Cổ (1.600 trường hợp),[17] và Brunei (1.053 trường hợp từ tháng sáu -Tháng 8 2008) [18]

### 2009
- 17 trẻ em đã chết trong một ổ dịch trong tháng ba và tháng 4 năm 2009 ở tỉnh Sơn Đông, miền đông Trung Quốc, và 18 trẻ em chết trong tỉnh Hà Nam [19] lân cận. Trong báo cáo 115.000 trường hợp ở Trung Quốc từ tháng Giêng đến tháng Tư, 773 ca bị nặng và 50 người đã tử vong.[20]
- Tại Indonesia, nơi mà bệnh thường được gọi là Singapore bệnh cúm hoặc cúm Singapura Singapore, [21] bệnh đã được báo cáo tại khu vực Jakarta, bắt đầu ở tám trẻ nhỏ.[22] Đến cuối tháng Tư, cơ quan y tế tại Jakarta đã cảnh báo các trung tâm y tế cộng đồng và tán thành các bước phòng ngừa, bao gồm cả việc sử dụng các máy quét nhiệt tại các sân bay và tránh đi du lịch đến Singapore.[23]

### 2010
- Tại Trung Quốc, một ổ dịch xảy ra ở miền nam Trung Quốc ở Khu tự trị tỉnh Quảng Tây cũng như Quảng Đông, Hà Nam, Hà Bắc và Sơn Đông. Cho đến tháng ba 70.756 trẻ em bị mắc bệnh và 40 người chết vì căn bệnh này.[24]